# NGC 2
NGC 2 é uma galáxia espiral localizada na constelação de Pegasus. Localiza-se ligeiramente a sul da NGC 1. É uma galáxia espiral ténue, com magnitude aparente de 14,2.